# Tilden Santiago
Tilden José Santiago (Nova Era, 13 de julho de 1940 — Belo Horizonte, 2 de fevereiro de 2022) foi um político brasileiro, assessor especial da presidência da Companhia Energética de Minas Gerais (Cemig) e embaixador brasileiro.

## Carreira
Formado em Filosofia e Jornalismo, ingressou na Ação Libertadora Nacional (ALN) depois do golpe militar de 1964, é um dos fundadores da Central Única dos Trabalhadores (CUT) e do Partido dos Trabalhadores (PT). Ordenou-se padre em 1967, abandonando o sacerdócio na década de 70.
Trabalhou no governo Itamar Franco como secretário do Meio Ambiente e Desenvolvimento Sustentável. Foi deputado federal por três mandatos consecutivos. Mesmo depois de sair da Câmara Federal, algumas propostas de Tilden Santiago feitas quando ele ainda exercia mandato continuaram em pauta, como a inclusão da guarda compartilhada dos filhos de pais divorciados no Código Civil Brasileiro.
Em 2002 foi o terceiro colocado na eleição para Senador em Minas Gerais, pleito em que foram eleitos os dois mais votados. Conseguiu 3 301 171 votos, o equivalente a 20,57% do total. Por assumir cargo na estatal Cemig no governo de Aécio Neves em 2007, teve suspensa sua filiação no Partido dos Trabalhadores. No segundo semestre de 2008 Tilden filiou-se ao Partido Socialista Brasileiro (PSB).
Foi embaixador brasileiro em Cuba durante o primeiro mandato do presidente Lula (2003-2006). O exercício do cargo de Embaixador gerou algumas polêmicas. 
Em julho de 2010, foi anunciado como segundo suplente na chapa de Aécio Neves ao senado. O primeiro suplente foi Elmiro Nascimento, do DEM, enquanto a outra vaga para a disputa ao senado ficou com o ex-presidente da República Itamar Franco, filiado ao PPS, e falecido em 2011. 
Em 2012, foi ameaçado de expulsão do PSB por denunciar o partido de fraude na eleição em Contagem, em que o partido apoiou Durval Ângelo (PT), enquanto Tilden declarou apoio a Carlin Moura (PCdoB).

## Morte
Morreu no dia 2 de fevereiro de 2022 aos 81 anos, vítima da COVID-19.